# Neboissia
Neboissia is een geslacht van vliesvleugeligen uit de familie Pteromalidae. De wetenschappelijke naam van dit geslacht is voor het eerst geldig gepubliceerd in 1988 door Boucek.

## Soorten
Het geslacht Neboissia omvat de volgende soorten:
- Neboissia armipes Boucek, 1988
- Neboissia lata Boucek, 1988